# Thale

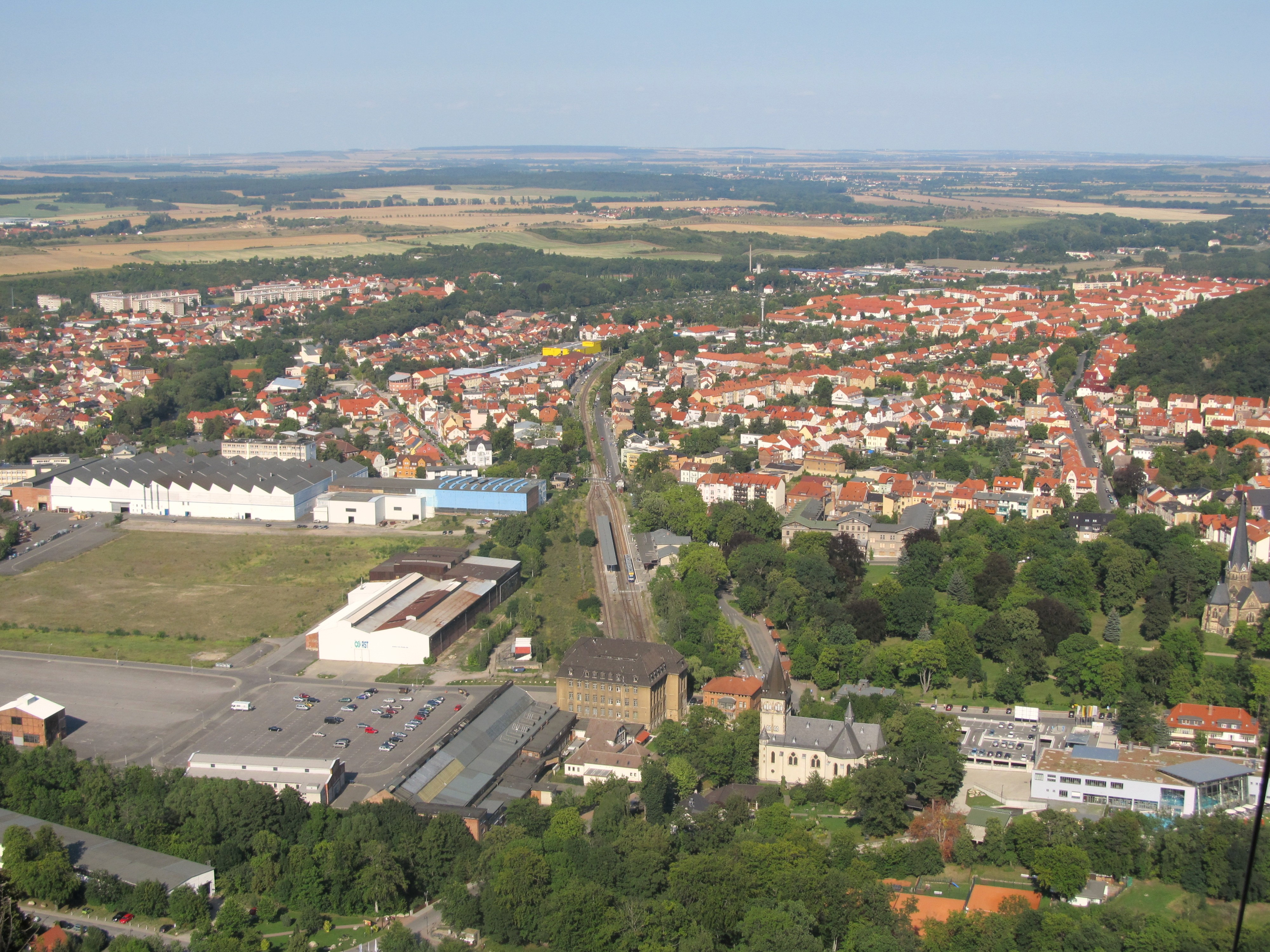
Blick auf Thale von Westen. Vorne die katholische Herz-Jesu-Kirche und dahinter der Hauptbahnhof. Rechts die evangelische Sankt-Petri-Kirche und ein Teil der Bodetal Therme. Links vom Hauptbahnhof befindet sich das Unternehmensgelände des Maschinenbauunternehmens THALETEC.

Thale ist eine Kleinstadt im sachsen-anhaltischen Landkreis Harz und liegt am nordöstlichen Rand des Harz-Gebirges. Thale liegt am Austritt der Bode aus dem Harz, oberhalb des Ortes beginnt das Bodetal. Lange durch ein Eisenhüttenwerk geprägt, ist Thale seit 2004 ein staatlich anerkannter Erholungsort.

## Geografie

### Nachbargemeinden
Thale ist eine Stadt im Landkreis Harz und grenzt an sechs Städte und Gemeinden (im Uhrzeigersinn, im Nordwesten beginnend): Blankenburg (Harz), Halberstadt, Harsleben, Quedlinburg, Harzgerode und Oberharz am Brocken.

### Klima
|                        | Jan  | Feb  | Mär  | Apr  | Mai  | Jun  | Jul  | Aug  | Sep  | Okt  | Nov | Dez  |   |      |
| Mittl. Temperatur (°C) | 0,1  | 0,4  | 3,6  | 7,9  | 12,4 | 15,8 | 17,5 | 17,2 | 13,9 | 9,2  | 4,6 | 1,4  | ⌀ | 8,7  |
| Mittl. Tagesmax. (°C)  | 2,6  | 3,5  | 7,6  | 12,7 | 17,7 | 21,1 | 22,5 | 22,2 | 18,7 | 13,1 | 7,1 | 3,7  | ⌀ | 12,8 |
| Mittl. Tagesmin. (°C)  | −2,4 | −2,6 | −0,4 | 3,1  | 7,2  | 10,6 | 12,6 | 12,2 | 9,1  | 5,4  | 2,1 | −0,9 | ⌀ | 4,7  |
|                        |      |      |      |      |      |      |      |      |      |      |     |      |   |      |
| Niederschlag (mm)      | 35   | 31   | 38   | 44   | 56   | 70   | 58   | 58   | 39   | 39   | 41  | 37   | Σ | 546  |

| −2,4 |

| −2,6 |

| −0,4 |

| 3,1 |

| 7,2 |

| 10,6 |

| 12,6 |

| 12,2 |

| 9,1 |

| 5,4 |

| 2,1 |

| −0,9 |

| −2,4 |

| −2,6 |

| −0,4 |

| 3,1 |

| 7,2 |

| 10,6 |

| 12,6 |

| 12,2 |

| 9,1 |

| 5,4 |

| 2,1 |

| −0,9 |

## Geschichte
Aus dem Neolithikum stammte das 1864 entdeckte, später vollkommen zerstörte Großsteingrab Warnstedt, aus dem nur eine Tasse erhalten geblieben ist, die sich der Bernburger Kultur (3100–2700 v. Chr.) zuordnen lässt. Weitere Hügelgräber im Ortsteil Westerhausen belegen eine vergleichsweise dichte Besiedlung.
Eine der bronzezeitlichen Spuren menschlicher Anwesenheit auf dem Gebiet von Thale stellt die „Keule von Thale“ dar, die sich heute im Landesmuseum für Vorgeschichte Halle befindet. Sie wurde 1872 entdeckt und stammt aus der Zeit zwischen 2000 und 1700 v. Chr.

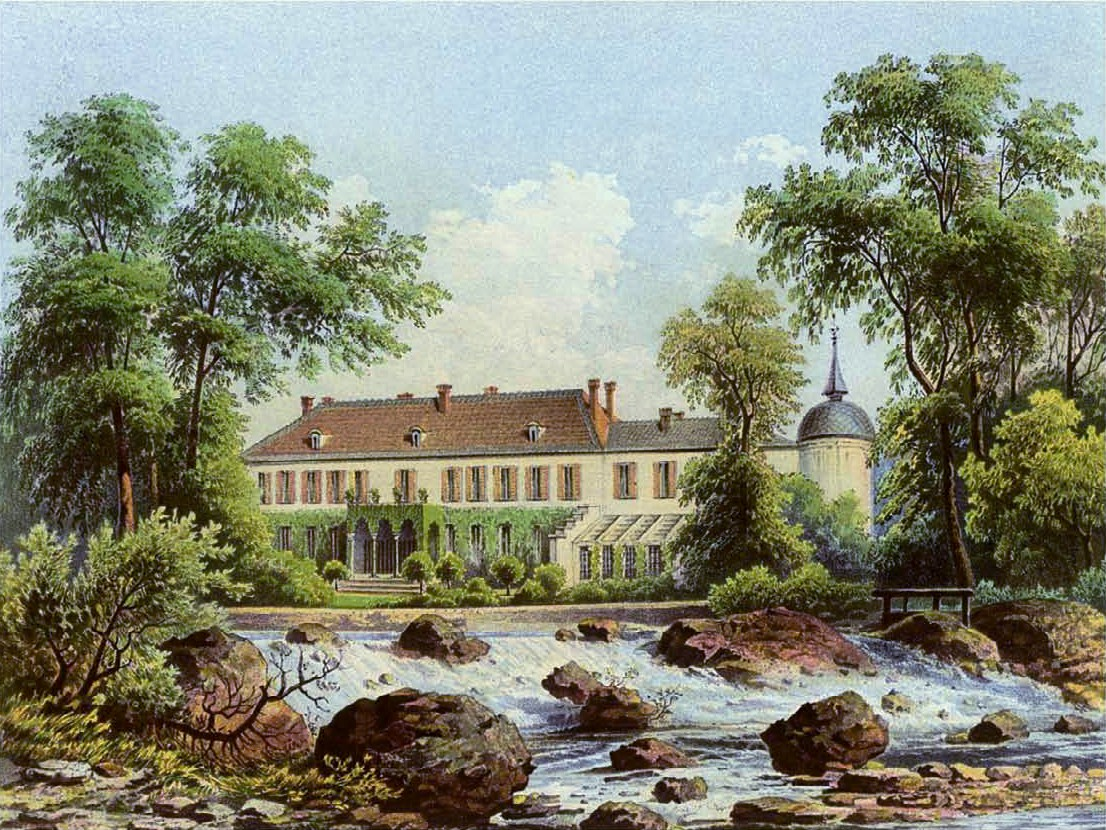
Rittergut Thale um 1860, Sammlung Alexander Duncker

Die Siedlung Thale entstand wahrscheinlich zu Beginn des 10. Jahrhunderts. Erstmals wurde sie 936 im Zusammenhang mit dem benachbarten Kloster Wendhusen erwähnt, das vor 840 als Kanonissenstift als eines der ersten Klöster auf sächsischem Boden gegründet worden war. Das Kloster geriet in der Folgezeit unter die Schutzherrschaft des Stiftes in Quedlinburg. Das Dorf wurde ab 1231 als Dat Dorp to dem Dale bezeichnet (dessen Geschlecht in latinisierter Form, ab 1288 mit der Ortsbezeichnung de valle, ab 1303 von Thale wiedergegeben wurde). Das Kloster wurde 1525 während des Bauernkriegs zerstört.
Seit 1445 lässt sich in Thale eine Eisenhütte nachweisen. Sie wurde nach Verödung im Dreißigjährigen Krieg 1648 als Berghaus zum Wilden Mann wieder aufgebaut, 1670 jedoch völlig zerstört. 1686 entstand eine kleine Hammerschmiede, aus der sich später eine neue Eisenhütte entwickelte, die besonders durch die Nähe zu Erzvorkommen und Holz begünstigt war. Sie existierte bis 1714. 1740 wurde abermals ein Betrieb eröffnet. Kurzzeitig war die Eisenhütte im Besitz von Friedrich dem Großen. 1755 erwarb Ernst August von dem Bussche-Hünnefeld das Rittergut Thale mit dem ehemaligen Kloster Wendhusen; Thale wurde als Rittergut „Wendhusen I“ geführt, das aus dem Kloster entstandene Klostergut als „Wendhusen II“; beide blieben bis zur Enteignung 1945 im Besitz der Familie, ebenso das benachbarte Gut Stecklenberg.

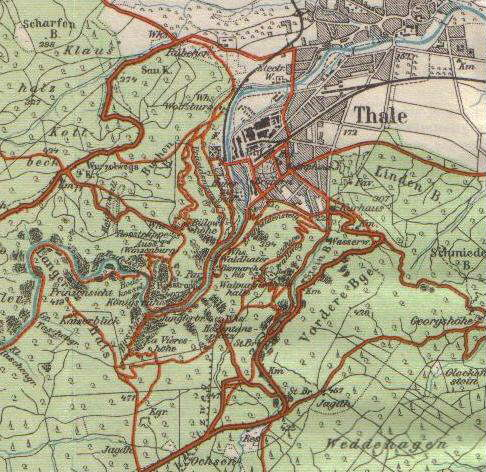
Karte von Thale (1912)

1831 wurde in Thale die erste in Deutschland gebaute schmiedeeiserne Wagenachse hergestellt. 1835 wurde das älteste Blechemaillierwerk Europas in Thale gegründet. Nach dem Anschluss der Stadt an die Eisenbahn 1862 aus Richtung Halberstadt zum Hauptbahnhof Thale wuchsen der Ort und die Zahl der Arbeiter: Während das Eisenhüttenwerk Thale AG im Jahre 1872 nur 350 Personen beschäftigte, waren es 1905 schon 4400. Vor allem die Emailleproduktion trug zum internationalen Ruf Thales bei, immerhin kamen aus dem größten europäischen Emaillewerk zu Spitzenzeiten 10 % der weltweiten Produktion. 1910 sprachen Karl Liebknecht, Rosa Luxemburg und Clara Zetkin zu Thalenser Arbeitern.
Seit dem 19. Jahrhundert blühte der Fremdenverkehr in Verbindung mit dem später als radonhaltig eingestuftem Wasser der Hubertusquelle auf der Hubertusinsel auf, die 1836 erschlossen worden war. So besuchten verschiedene Literaten wie Heinrich Heine (Die Harzreise) und Theodor Fontane den Ort und besonders das Bodetal. Außerdem genossen vor allem Berliner Touristen die Thalenser Sommerfrische, ermöglicht u. a. durch die Eisenbahnverbindung. 1909 folgte eine Nebenbahn aus Blankenburg (Harz) bzw. Quedlinburg zum Bahnhof Thale Bodetal. Personen- und Güterfahrten auf dieser Strecke wurden zwischen 1969 und 1994 schrittweise eingestellt.

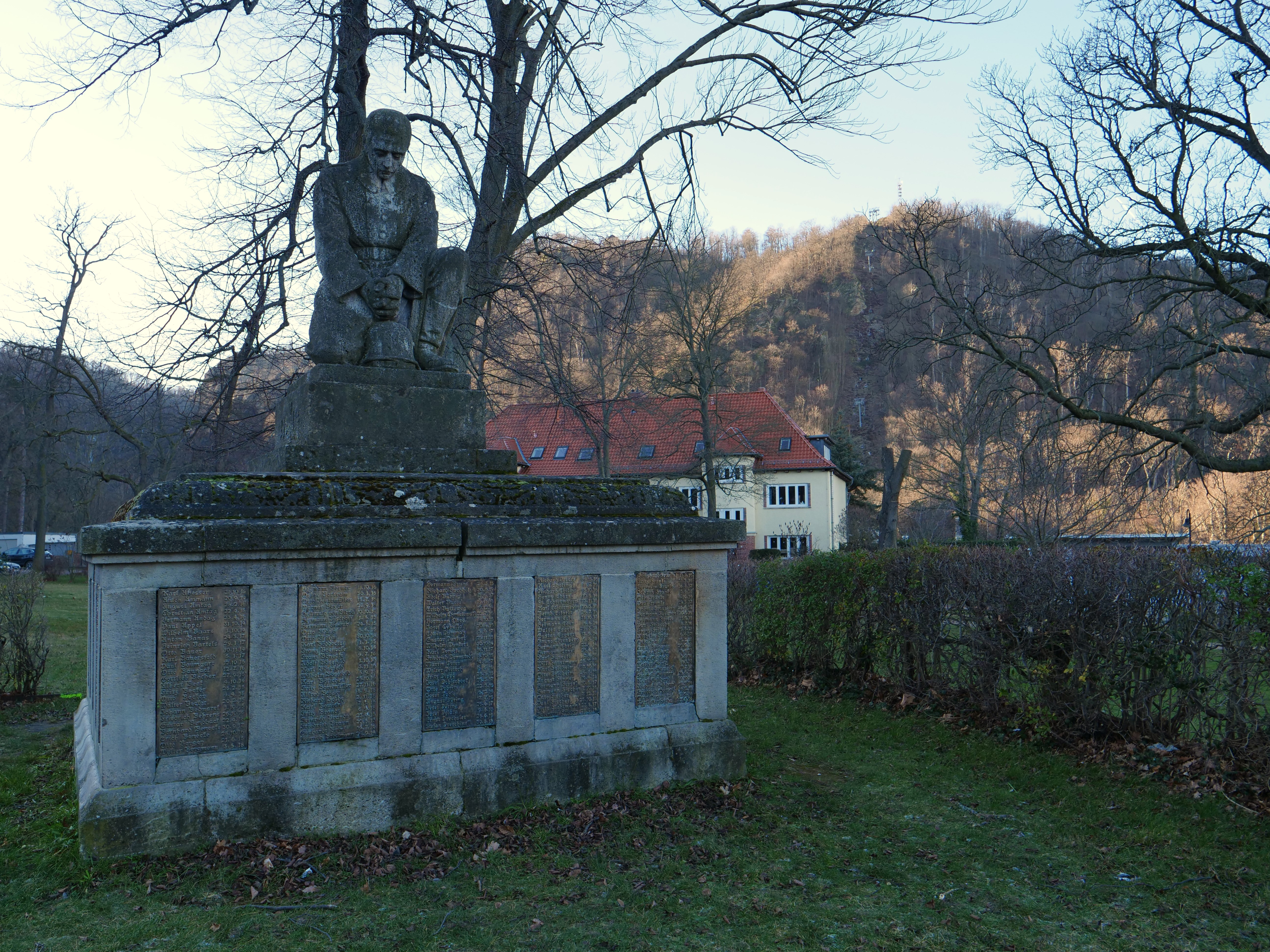
Friedenspark-Gefallenendenkmal, im Hintergrund die Roßtrappe

Im Ersten Weltkrieg wurden ab 1916 im Eisenhüttenwerk die deutschen Stahlhelme (M1916) produziert, deren Prototyp dort 1915 entwickelt worden war. Ab 1934 besaß das Werk das Monopol für die Stahlhelmfertigung.
1922 erhielt der Ort das Stadtrecht.
Bis 1937 war der jüdische Unternehmer Albert Ottenheimer Hauptaktionär der Eisen- und Hüttenwerke AG. Diese Beteiligung musste er unter Druck staatlicher Stellen veräußern, sie gelangte an die konkurrierende Kölner Otto-Wolff-Gruppe.
Thale wurde nach Räumung durch restliche deutsche Truppenteile am 20. April 1945 weitgehend kampflos von US-amerikanischen Truppen besetzt. Auch das Hüttenwerk fiel ihnen unzerstört in die Hand. Auf dem Friedhof Thale findet sich ein Gedenkstein für 21 unbekannte Wehrmachtsoldaten. Auf dem Friedhof des Ortsteils Warnstedt zeigt ein Grabstein 20 dort beerdigte deutsche Soldaten an, zwei von ihnen sind „unbekannt“.
Ab Anfang Juli 1945 wurde auch Thale Teil der SBZ und ab 1949 der DDR.

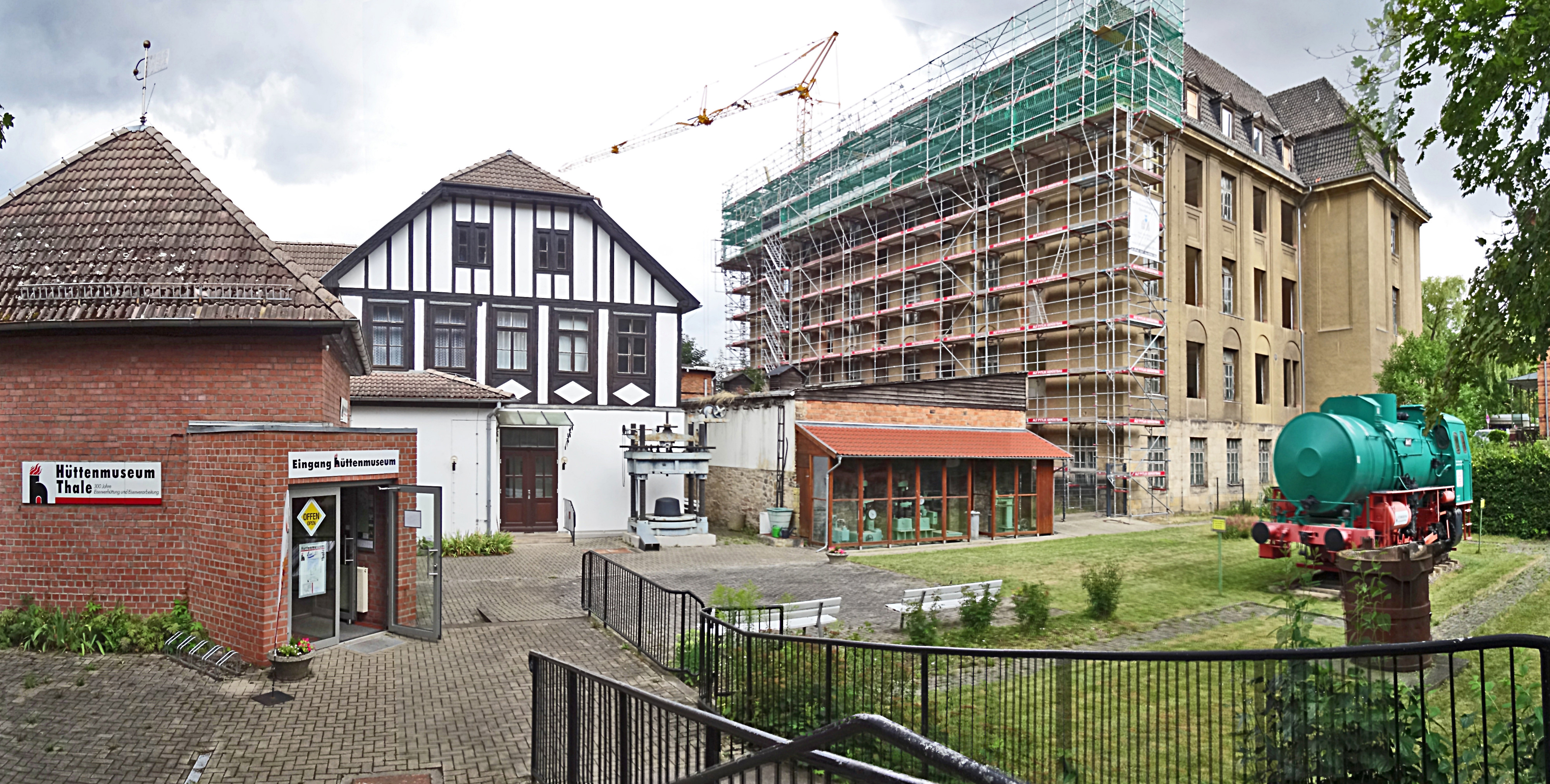
Hüttenmuseum

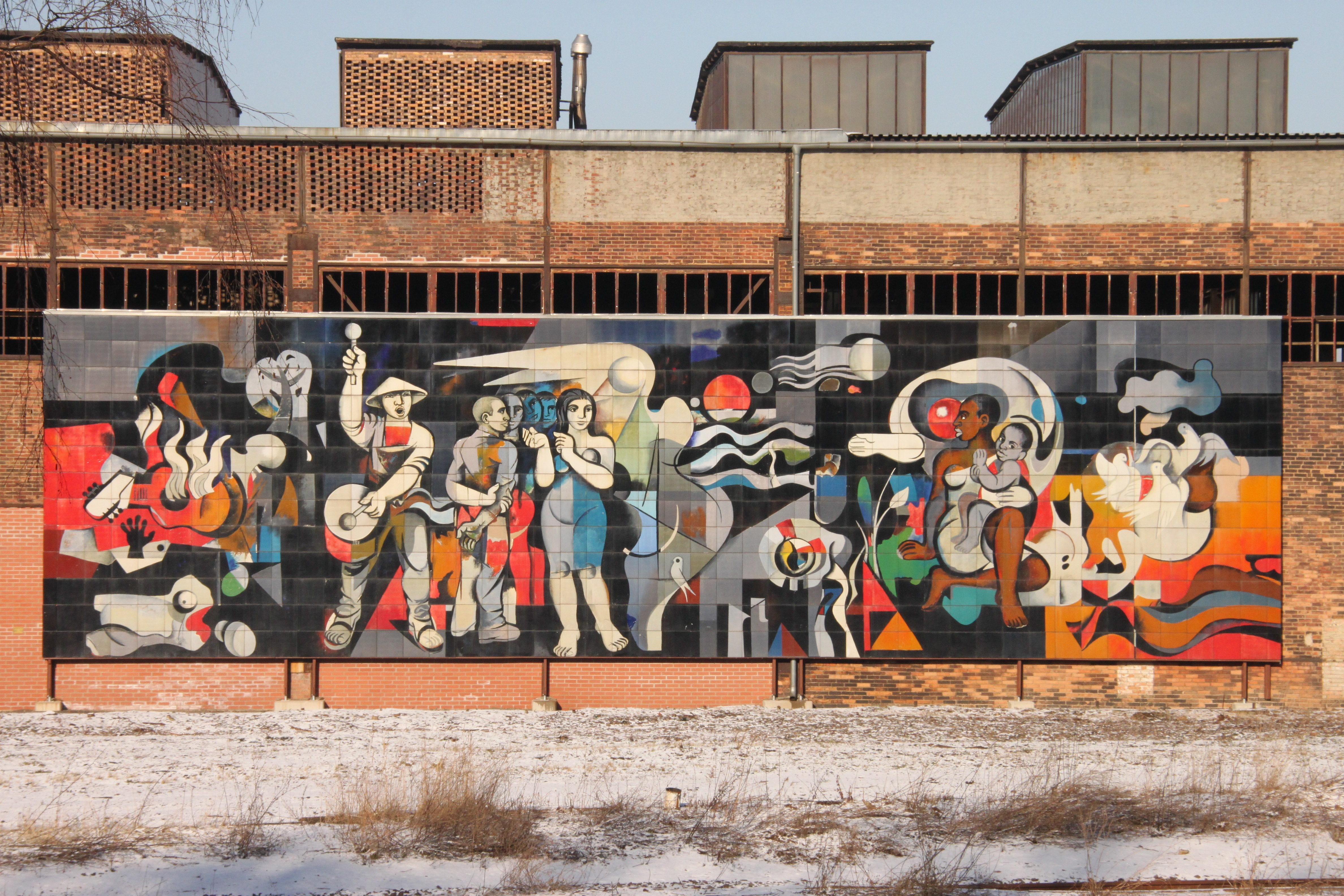
Emailliertes Wandbild von Willi Neubert

Zu DDR-Zeiten wurde das Werk in den VEB Eisen- und Hüttenwerke Thale umgewandelt. Zum 300-jährigen Jubiläum 1986 wurde am Standort des Werks das Hüttenmuseum Thale gegründet.
Der jahrelange Investitionsstau führte nach der Wende beinahe zum Aus für das Unternehmen. Es wurde schließlich 1993 durch den Verkauf an den früheren niedersächsischen Ministerpräsidenten Ernst Albrecht und den Kaufmann Hans Henry Lamotte privatisiert. Zu einer konkurrenzfähigen Weiterentwicklung kam es aber in dieser Zeit nicht. Erst mit der Übernahme durch die Schunk Group aus Gießen (1997) wurde wieder in die unterschiedlichen Unternehmensbereiche, vor allem die Emailleverarbeitung investiert.
Vom 12. bis zum 14. Juni 2009 war Thale unter dem Motto Thale sagenhaft Veranstaltungsort des Sachsen-Anhalt-Tages, zu dem etwa 200.000 Besucher kamen.

### Eingemeindungen
Warnstedt wurde 2003 eingemeindet. Im Jahr 2009 wurden insgesamt sieben Gemeinden zu vier verschiedenen Zeitpunkten eingegliedert. Westerhausen kam 2010 hinzu. Allrode wurde 2011 ein Ortsteil von Thale. Die Eingemeindungen von Friedrichsbrunn und Stecklenberg waren umstritten, da die Nachbargemeinden Gernrode, Bad Suderode und Rieder mit diesen zusammen die Bildung einer Einheitsgemeinde angestrebt hatten. Die ursprüngliche Eingemeindung zum 29. September 2009 wurde damit aufgeschoben.
| Ehemalige Gemeinde | Datum              |
| ------------------ | ------------------ |
| Allrode            | 01. Januar 2011    |
| Altenbrak          | 01. Juli 2009      |
| Friedrichsbrunn    | 23. November 2009  |
| Neinstedt          | 01. Januar 2009    |
| Stecklenberg       | 23. November 2009  |
| Treseburg          | 01. Juli 2009      |
| Warnstedt          | 21. Dezember 2003  |
| Weddersleben       | 01. Januar 2009    |
| Westerhausen       | 01. September 2010 |

| Datum              | Fläche     |
| ------------------ | ---------- |
| 21. Dezember 2003  | 38,13 km²  |
| 01. Januar 2009    | 50,13 km²  |
| 01. Juli 2009      | 78,47 km²  |
| 23. November 2009  | 102,79 km² |
| 01. September 2010 | 120,21 km² |
| 01. Januar 2011    | 137,62 km² |

## Bevölkerung
- 1825: 01.406
- 1875: 03.311
- 1880: 03.683
- 1890: 06.292
- 1925: 13.545
- 1933: 13.557
- 1939: 13.520
- 1946: 18.082 (29. Oktober)
- 1950: 17.968 (31. August)
- 1960: 17.391 (31. Dezember)
- 1971: 17.620 (1. Januar)
- 1981: 16.830 (31. Dezember)
- 1990: 16.699
- 2006: 17.604
- 2010: 18.464
- 2015: 17.639
- 2020: 17.148
- 2021: 16.994
- 2022: 17.124
- 2023: 16.985
- 2024: 16.788

bis 1939: , ab 1990: Stand: 31. Dezember des jeweiligen Jahres (Angaben des Statistischen Landesamtes Sachsen-Anhalt), ab 2011 auf Basis des Zensus 2011, ab 2022 auf Basis des Zensus 2022

### Religion
Zum evangelischen Kirchspiel Thale gehören die Kirchen St. Andreas aus dem 18. Jahrhundert im Unterdorf und St. Petri von 1906 im Friedenspark. Ihre Kirchengemeinden gehören zur Evangelischen Kirche in Mitteldeutschland.
Die katholische Gemeinde verfügt über die von 1911 bis 1913 erbaute Herz-Jesu-Kirche an der Walter-Rathenau-Straße, seit 2010 gehört sie zur Pfarrei St. Mathilde in Quedlinburg.
Die neuapostolische Gemeinde Thale wurde 2006 mit der Gemeinde Blankenburg zusammengeschlossen, seitdem finden in Thale keine neuapostolischen Gottesdienste mehr statt.

## Politik
Der Stadtrat von Thale besteht entsprechend der Einwohnerzahl der Stadt aus 28 Mitgliedern und dem Bürgermeister. Die Kommunalwahl am 9. Juni 2024 führte bei einer Wahlbeteiligung von 60,5 % zu folgendem Ergebnis:
| Partei / Wählergruppe | Stimmenanteil 2019 | Sitze 2019 |        | Stimmenanteil 2024 | Sitze 2024 |
| --------------------- | ------------------ | ---------- | ------ | ------------------ | ---------- |
| CDU                   | 51,4 %             | 15         | 41,3 % | 12                 |            |
| AfD                   | 13,9 %             | 01         | 28,2 % | 08                 |            |
| Die Linke             | 12,5 %             | 03         | 08,9 % | 03                 |            |
| Freie Wähler          | –                  | –          | 08,5 % | 02                 |            |
| Bürgerliste           | 11,0 %             | 03         | 08,1 % | 02                 |            |
| SPD                   | 06,1 %             | 02         | 04,1 % | 01                 |            |
| FDP                   | –                  | –          | 00,9 % | –                  |            |
| FWG Westerhausen      | 05,0 %             | 01         | –      | –                  |            |
| Insgesamt             | 100 %              | 25         | 100 %  | 28                 |            |

Bei der Wahl 2019 entfielen auf die AfD vier Sitze, von denen drei unbesetzt blieben, weil die Partei nur einen Kandidaten nominiert hatte.

### Bürgermeister

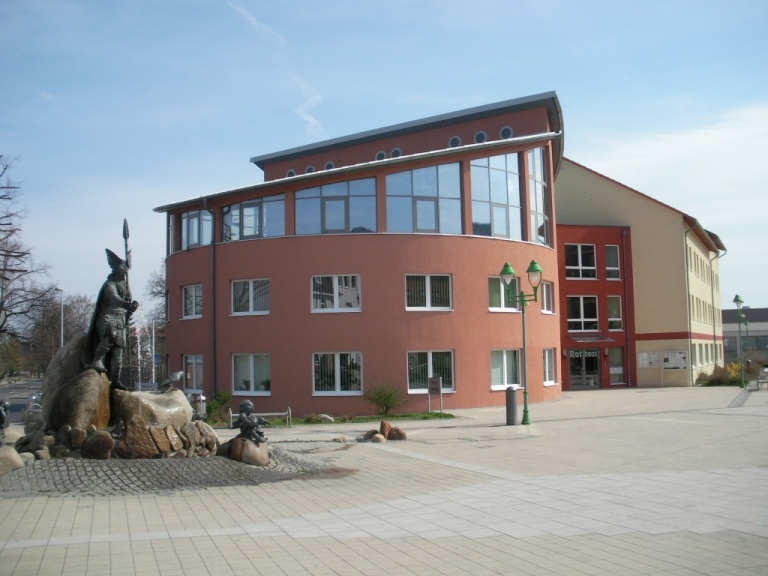
Rathaus Thale

- 1922–1931: Otto Schönermark (1865–1947), erster Bürgermeister, seit 1902 Ortsvorsteher
- 1931–1933: Willy August
- 1933–1935: Herrmann Friedrich Richter[17]
- 1936–1945: Werner Günter Hellmuth Meyer-Estner
- 1945–1945: Ernst Nilges
- 1945–1950: Willi Wenkel
- 1950–1959: Julius Bock
- 1959–1965: Albin Fleischmann
- 1965–1989: Heinz Hornburg
- 1989–1990: Udo Thiel[18]
- 1990–1994: Erich Schweidler (parteilos/CDU)
- 1994–2001: Hans-Michael Maertens (parteilos/CDU)
- 2001–2020: Thomas Balcerowski (CDU)
- 2020–2021: Frank Hirschelmann (parteilos), amtierender Bürgermeister
- seit 2021: Maik Zedschack (CDU)

Zedschack wurde bei der Bürgermeisterwahl am 31. Januar 2021 mit 58,3 % der gültigen Stimmen gewählt. Seine Amtszeit beträgt sieben Jahre.

### Wappen
| | Blasonierung: „In Silber ein gezinnter blauer Turm mit spitzem goldbeknauften roten Dach und offenem Tor, über dem Tor belegt mit einem silbernen Schild, darin eine rote Hexe auf einem Besen reitend.“ |
| Wappenbegründung: Die Farben sind Rot - Weiß (Silber). Der Turm stellt die 1340 erwähnte Burg Thale dar, die im 10. Jahrhundert zum Schutz des Klosters Wendhusen erbaut und um 1365 zerstört wurde. Die Hexe im silbernen Schild steht für das allgemein verständliche Symbol des Hexentanzplatzes. Die Entwicklung des Ortes ist eng verbunden mit dem Hexentanzplatz und dem Bodetal. Der Berg hatte bereits eine vorgeschichtliche Bedeutung und war ein Wall der Harzbewohner gegen die feindlichen Heere im Dreißigjährigen Krieg. Das offene Tor soll auf die Gastlichkeit des Ortes hinweisen. Das Wappen wurde am 11. Juli 1996 durch das Regierungspräsidium Magdeburg genehmigt. | |

Wappen in nationalsozialistischer Zeit
| | Blasonierung: „In Silber ein breiter blauer Torturm mit Zinnen und rotem Satteldach, belegt mit einem von Silber und Rot im Winkelmaßschnitt gevierteilten Schilde.“ |
| Wappenbegründung: Die Farben sind Rot - Weiß (Silber). Der aufgelegte Schild ist der Wappenschild des um 1650 ausgestorbenen Adelsgeschlechts von Thale (van deme Dale, de Valle), dessen namengebender Stammsitz Thale war. Der Turm deutet auf die 1340 erwähnte Burg. Das Wappen wurde von dem Staatsarchivrat Otto Korn aus Magdeburg gestaltet und am 19. Mai 1937 durch das Preußische Staatsministerium verliehen. | |

Wappen zu DDR-Zeiten
| | Blasonierung: „In Silber ein gezinnter blauer Turm mit spitzem, beknauftem rotem Dach und offenem Tor, über dem Tor ein Silberschild: schräglinks geteilt durch ein rotes Zahnradteil, oben ein aufrechtstehender schwarzer Hammer, unten aus dem Schildrand hervorbrechend eine grüne Tanne.“ |
| Wappenbegründung: Der Turm bezieht sich auf eine früher existierende Burg der Herren von dem Dale. Der Inhalt des kleinen Schildes symbolisiert einerseits die örtliche Eisenindustrie, andererseits die Harzlandschaft. Das Wappen wurde 1953 vom Rat der Stadt bestätigt. | |

### Städtepartnerschaften
Es besteht seit 1990 eine Städtepartnerschaft mit Seesen (Niedersachsen) am Nordwestrand des Harzes und seit 1998 mit der 18 km von Paris entfernten französischen Stadt Juvisy-sur-Orge sowie der nordwestlich des Flusses Niger gelegenen nigrischen Stadt Tillabéri.

## Sehenswürdigkeiten und Kultur

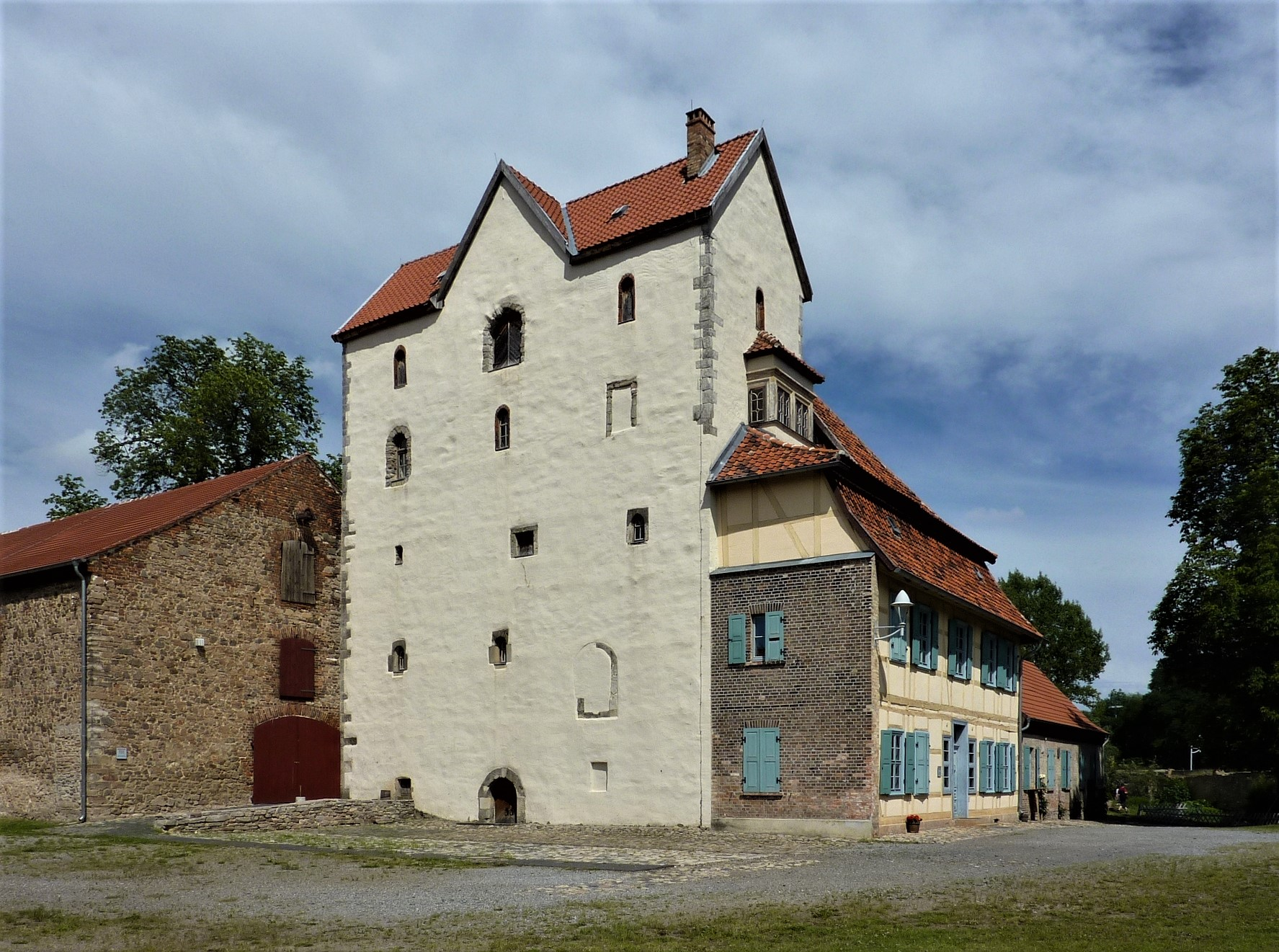
Kloster Wendhusen
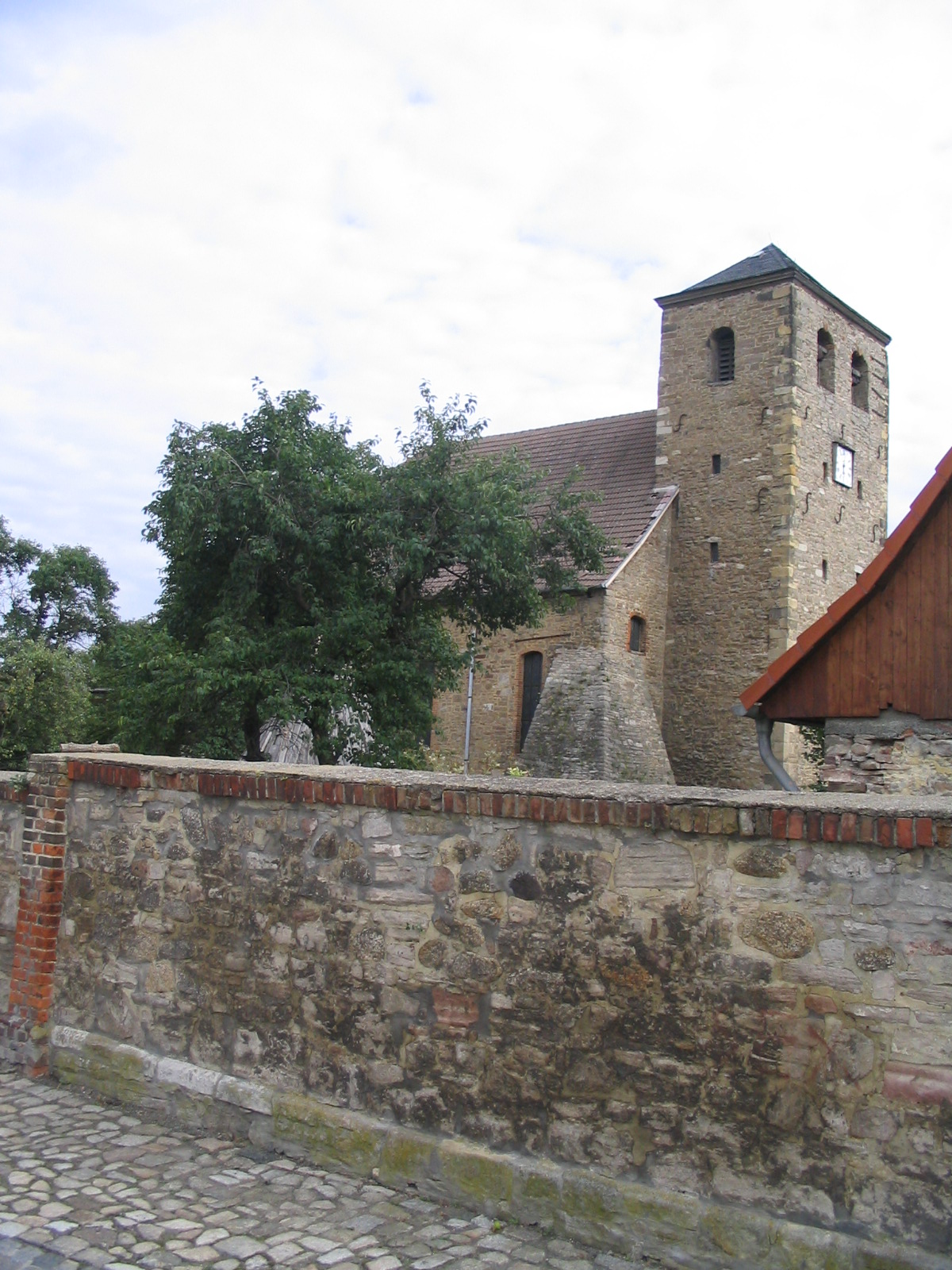
St.-Andreas-Kirche
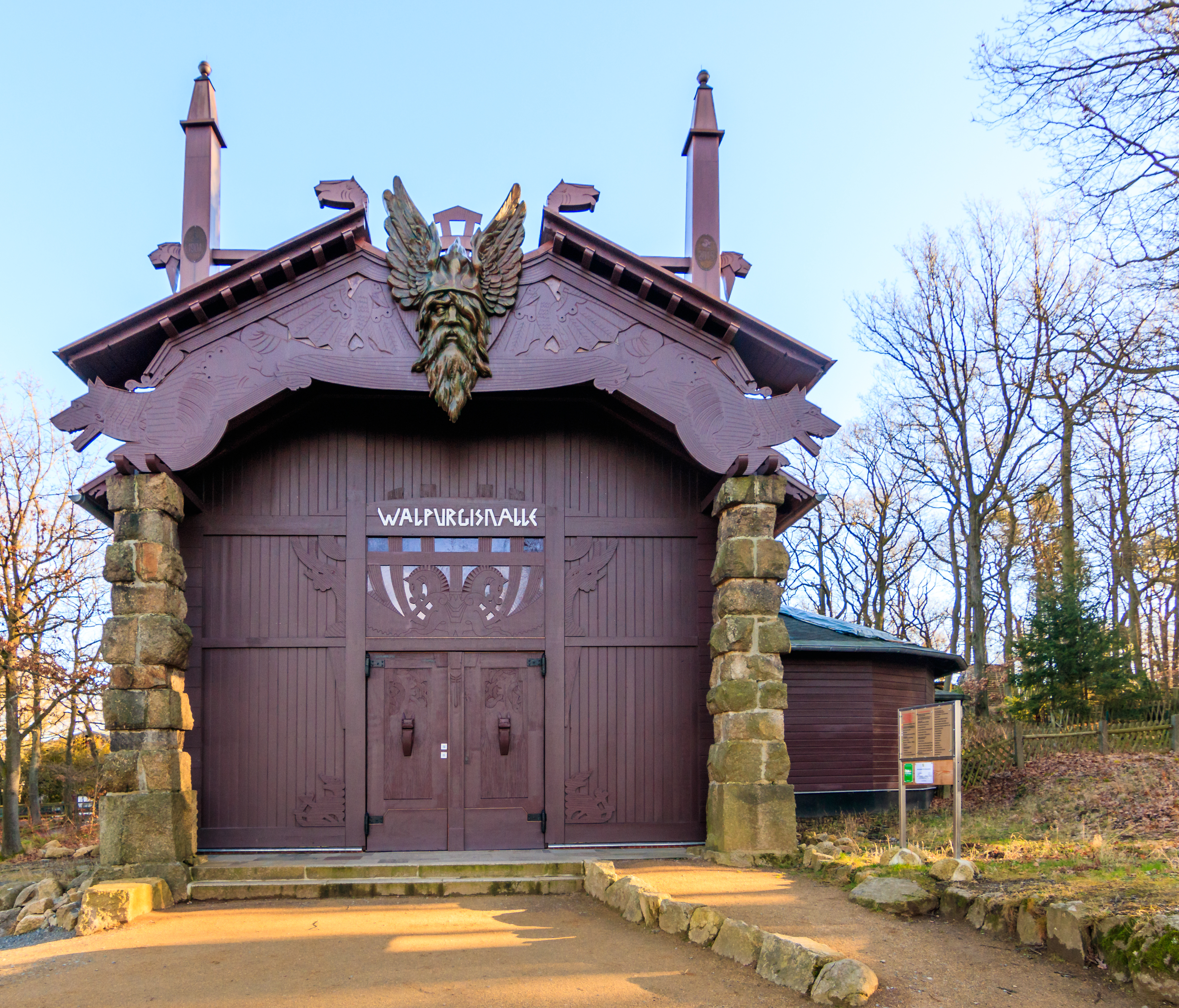
Walpurgishalle auf dem Hexentanzplatz
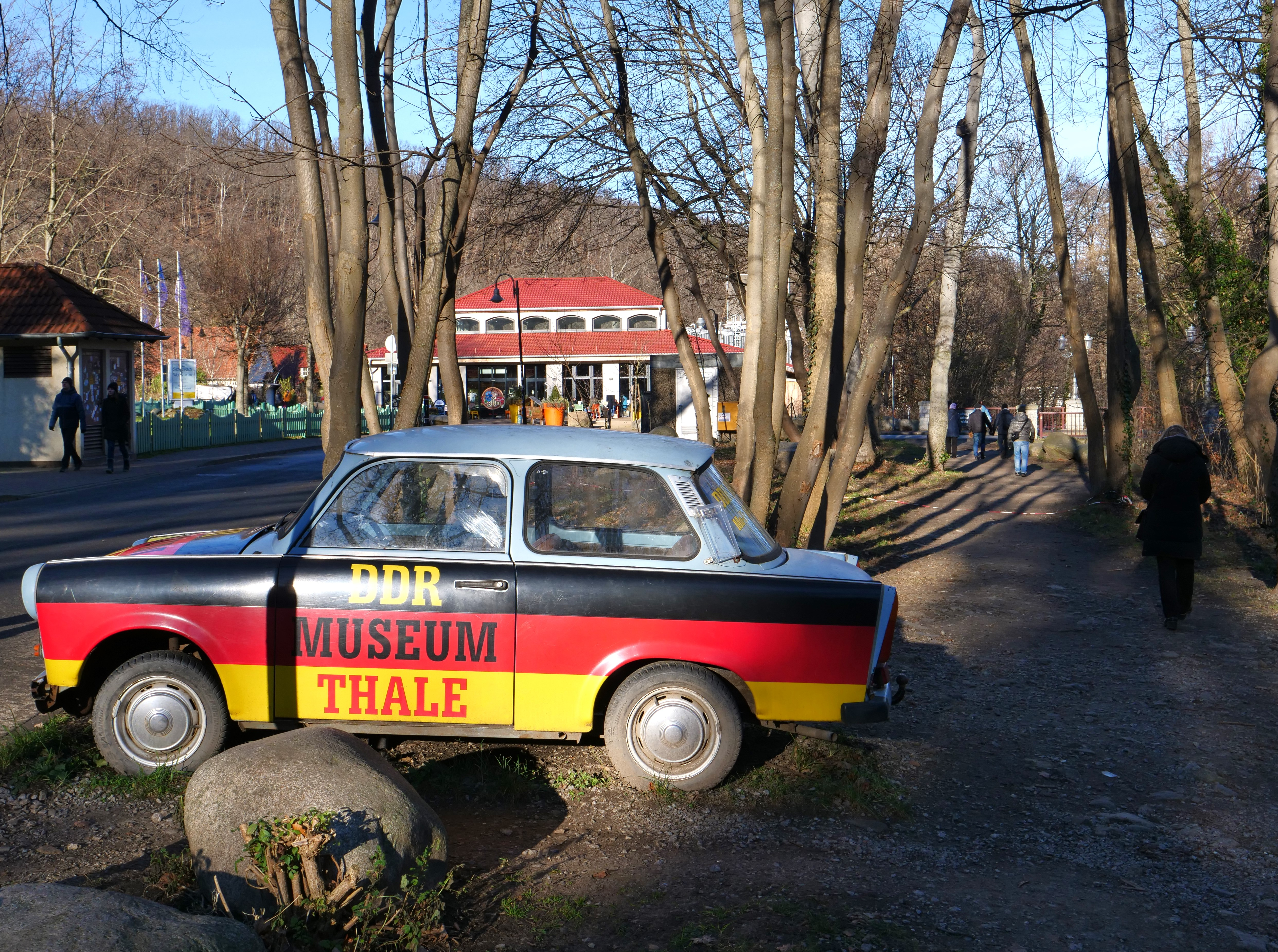
Trabi-Einladung ins DDR-Museum
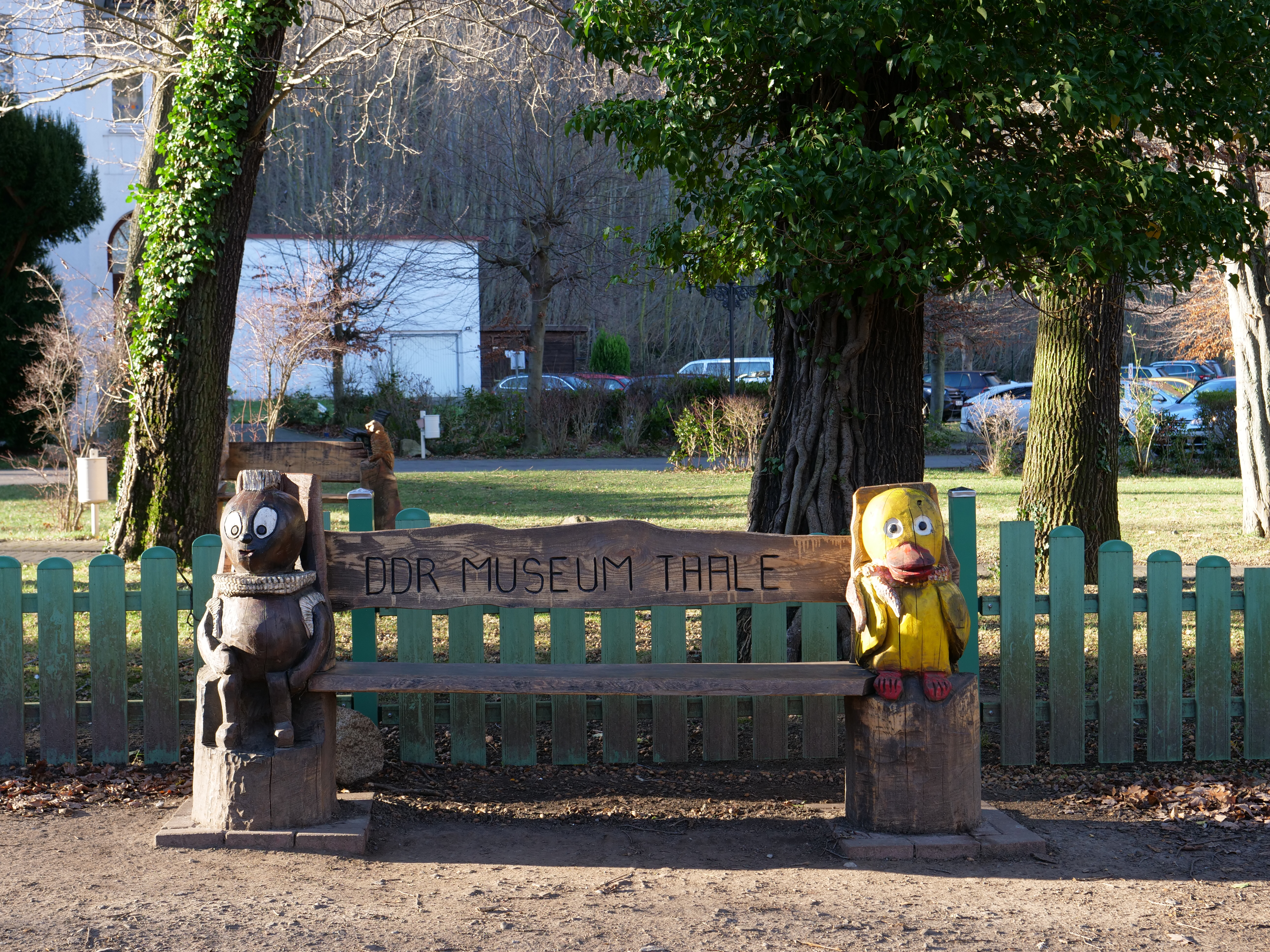
Bankfiguren-Werbung fürs DDR-Museum

### Bauwerke
- Das aus karolingischer Zeit stammende ehemalige Kloster Wendhusen
- Das 1863 errichtete Hotel Zehnpfund, des zu seiner Zeit größten Sommerhotels in Deutschland
- Die 1906 fertiggestellte evangelische Sankt-Petri-Kirche
- In den Jahren von 1911 bis 1913 entstand die katholische Herz-Jesu-Kirche
- seit 2017 verbindet eine Fußgängerhängebrücke und Megazipline über den Stausee Wendefurth die Oberharzer mit der Thalenser Seite des Stausees
- Die weithin sichtbare Windmühle im Ortsteil Warnstedt

Ebenfalls unter Denkmalschutz stehen die 1848 errichtete Villa Rosenburg und das Berghotel Rosstrappe. Die Baudenkmale Thales sind in der Liste der Kulturdenkmale in Thale eingetragen, die Bodendenkmale in der Liste der Bodendenkmale in Thale.

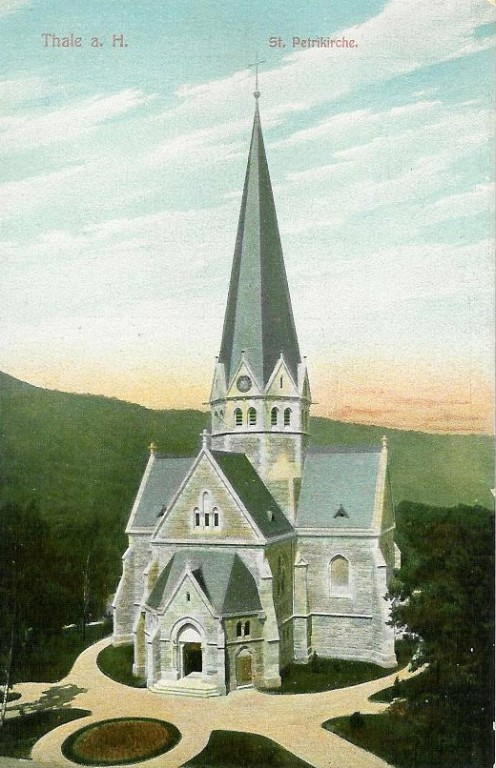
St.-Petri-Kirche (1908)
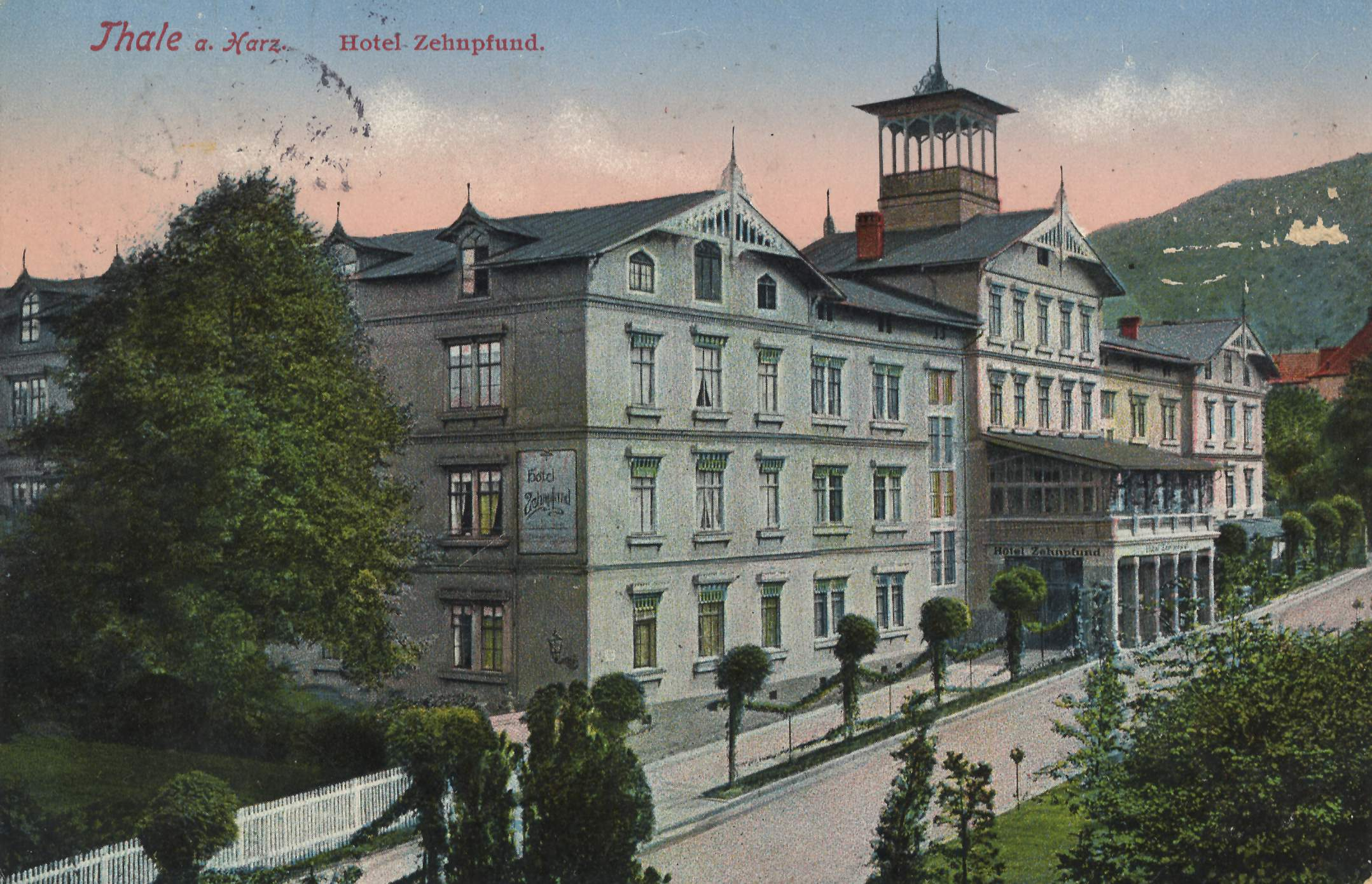
Hotel Zehnpfund (1914)
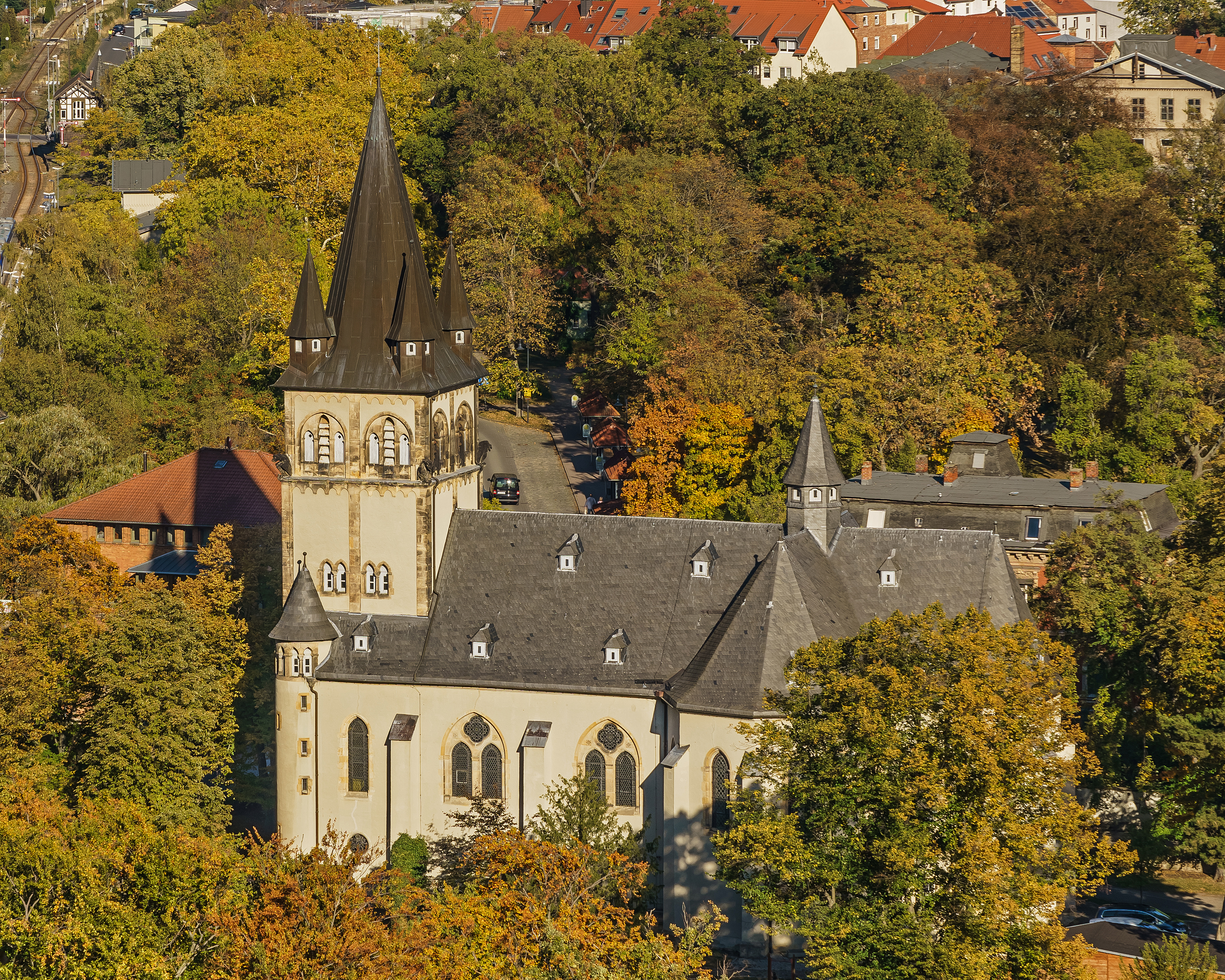
Herz-Jesu-Kirche
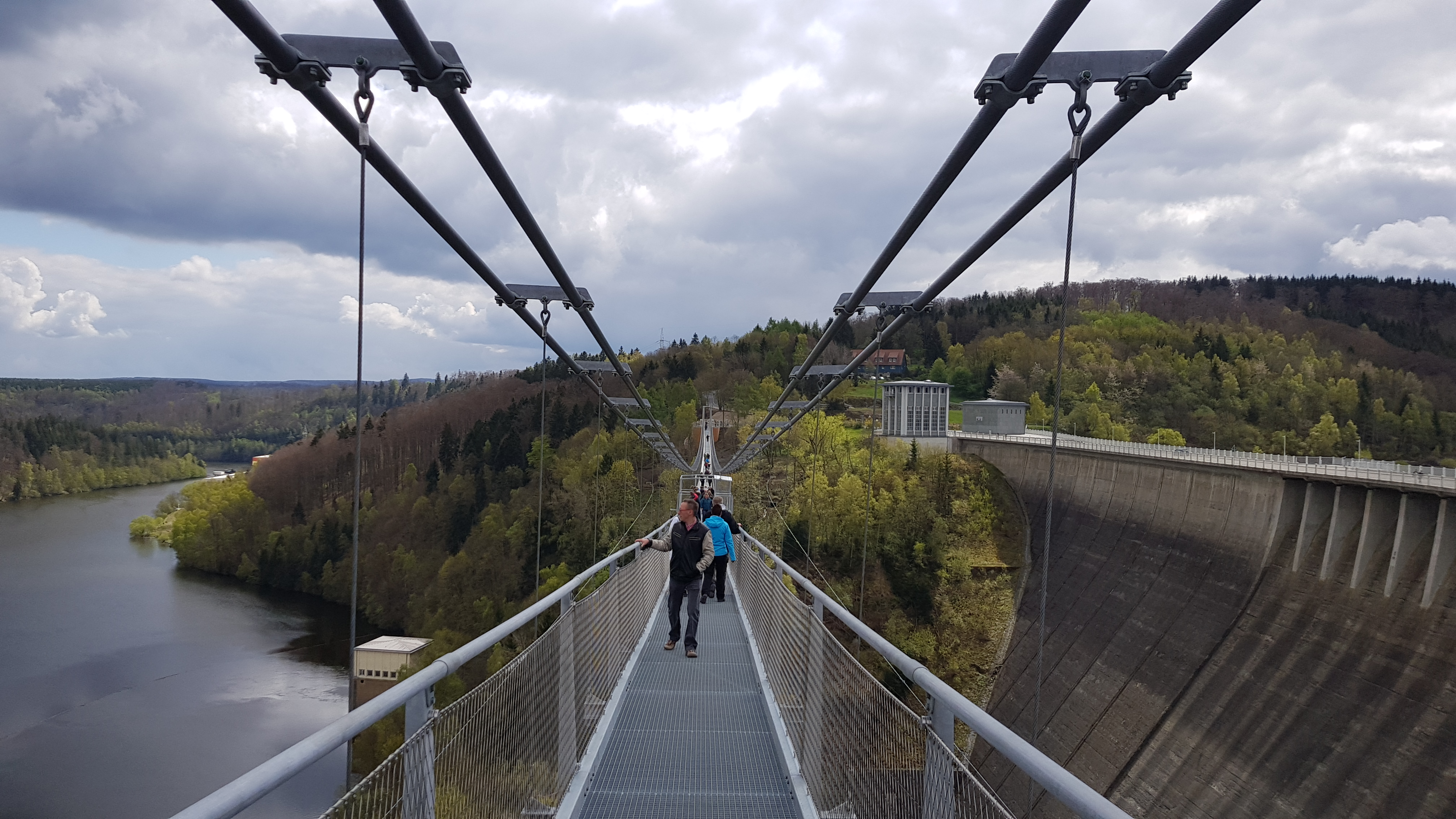
Hängebrücke über den Stausee Wendefurth
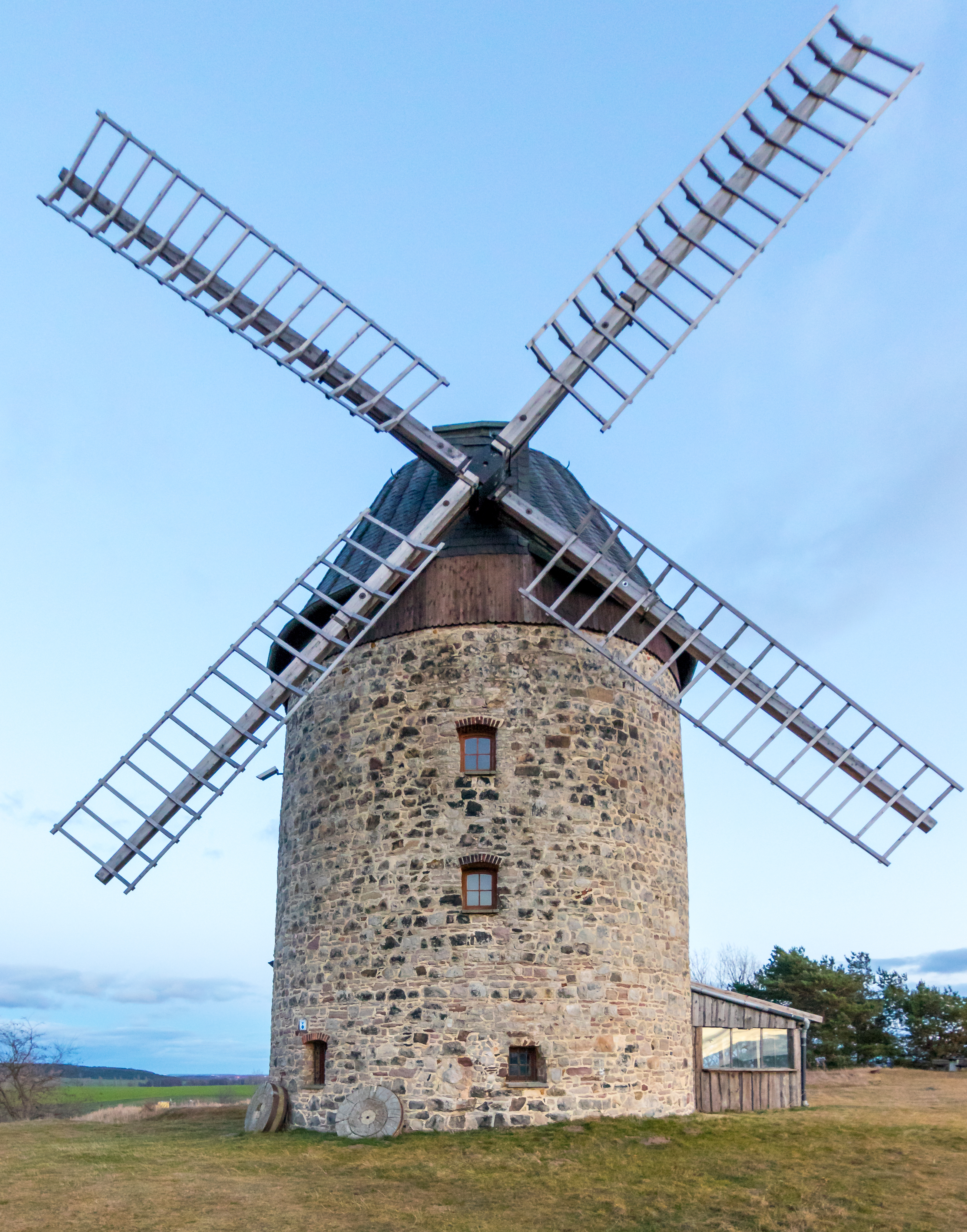
Windmühle in Warnstedt
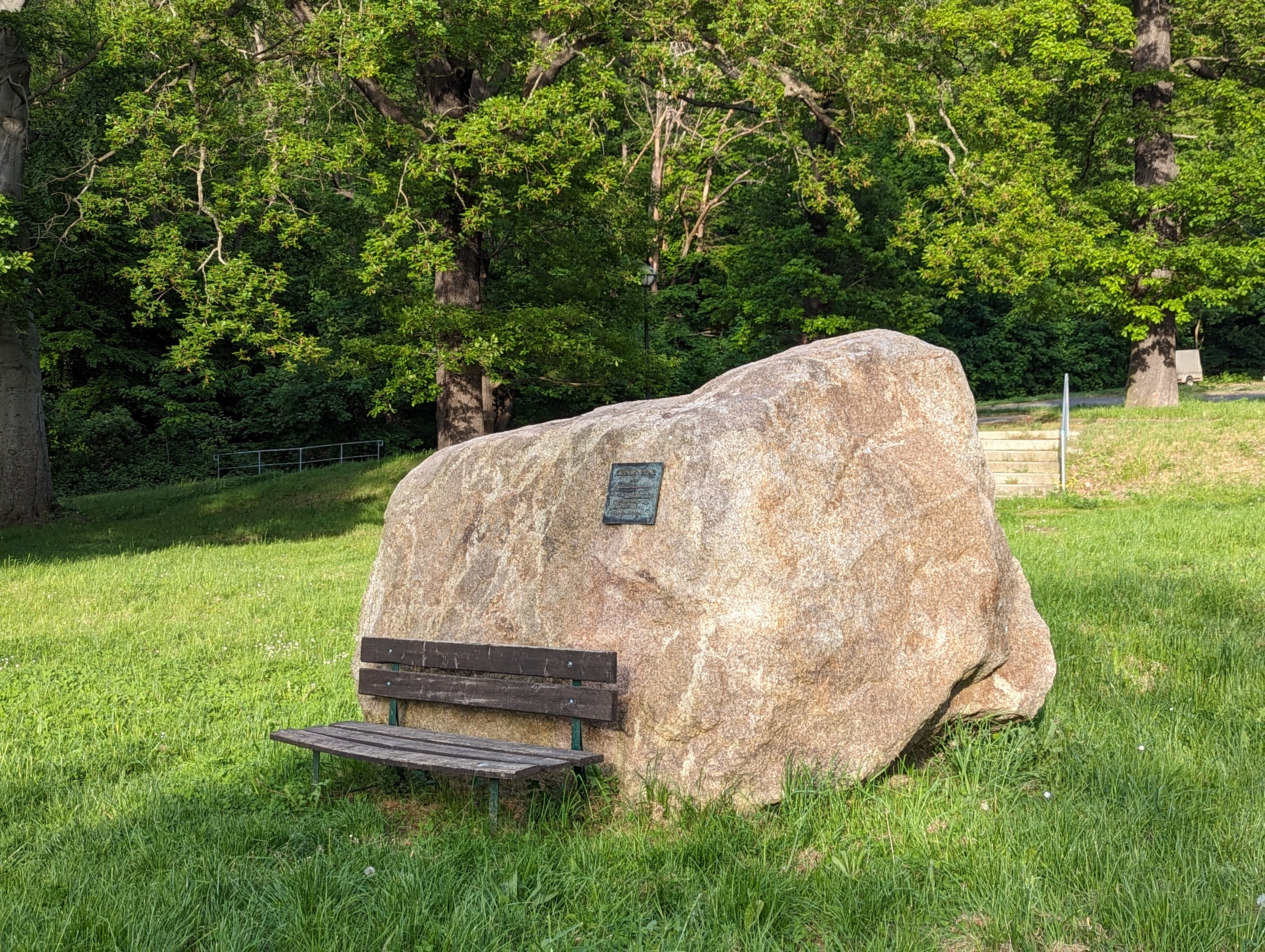
Findling

### Mythenweg

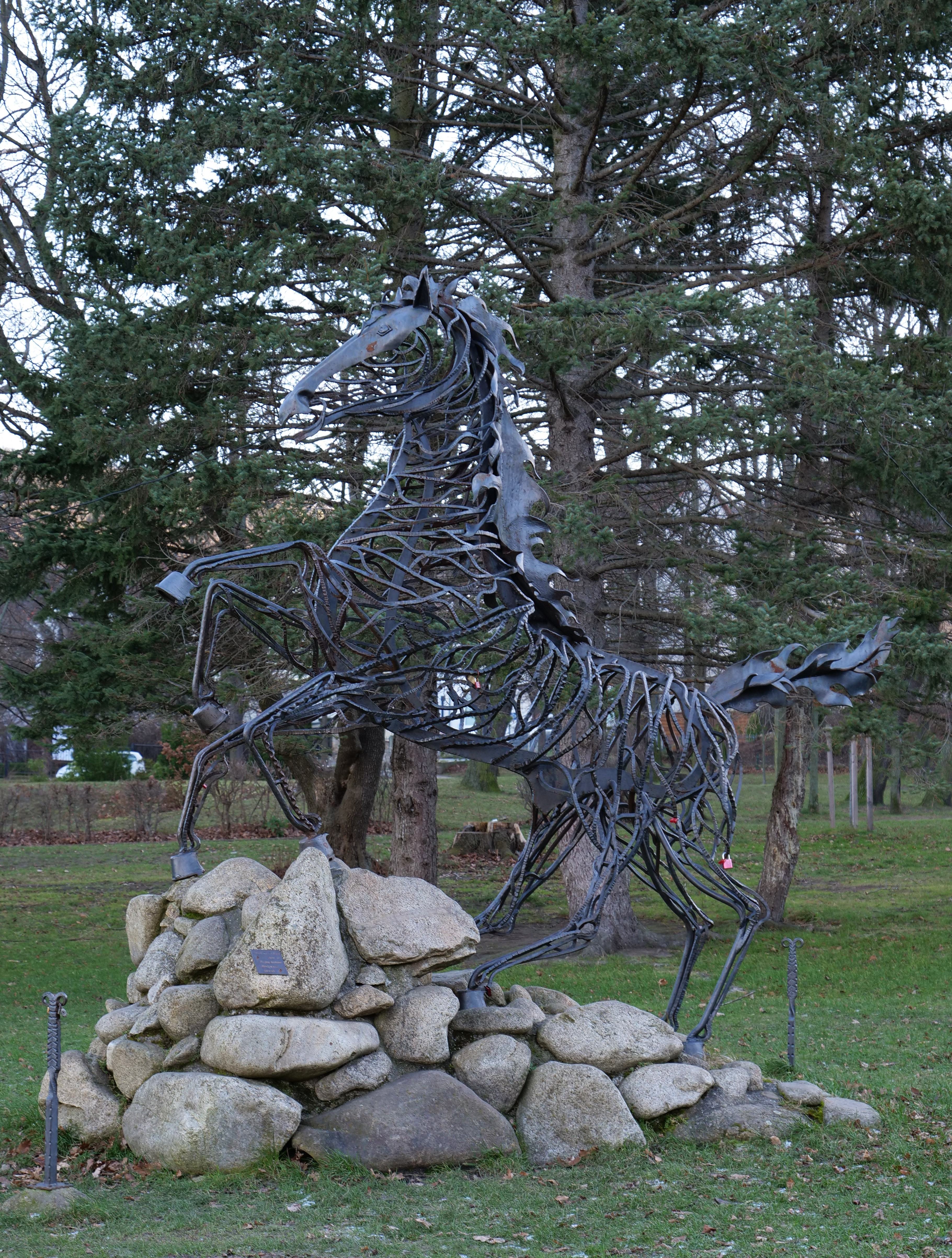
Wotan-Ross Sleipnir am Mythenweg im Friedenspark

Den Thalenser Mythenweg säumen insgesamt dreizehn von unterschiedlichen Künstlern gestaltete Skulpturen aus der germanischen Mythologie. Die Idee dazu kam durch die vielen Sagen und Mythen in diesem Teil des Harzes sowie Hexentanzplatz und Roßtrappe als altheidnische Kultstätten.
2004 wurde als erstes der Brunnen der Weisheit, mit dem einäugigen Göttervater Wotan, neben dem Rathaus errichtet. Inzwischen erstreckt sich der Mythenweg von der Midgardschlange am Gotheweg bis zur Bronzefigur des Grafen Hessi am Kloster Wendhusen. Diese Bronzefigur soll den Übergang von der Germanischen Mythologie zum Christentum symbolisieren. Weitere Kunstwerke auf dem Weg sind u. a. der Drache Nidhögg, die Nornen, Wotans Pferd  Sleipnir und Heimdall der Wächter der Feuerbrücke.
Der Weg ist durch Hufeisen im Boden markiert.

### Naturdenkmäler
Von Thale aus hat man Zugang zum Bodetal. Das Bodetal wird überragt vom Hexentanzplatz, der mit der Bodetal-Seilbahn zu erreichen ist, und der Roßtrappe, zu der ein Sessellift führt.
Bei den Ortsteilen Neinstedt, Weddersleben und Warnstedt liegt die Teufelsmauer, die zu den ältesten Naturschutzgebieten Deutschlands zählt. In der Nähe liegen die Sand-Silberscharten-Standorte, ein FFH-Schutzgebiet.
Von Thale aus führt mit dem Harzer Hexenstieg ein knapp 100 km langer Wanderweg quer durch den Harz nach Osterode und passiert dabei diverse Sehenswürdigkeiten wie den Brocken, Torfhaus, Dammgraben und die Oberharzer Teiche.

### Museen
- Hüttenmuseum Thale
- Kloster Wendhusen mit Spezialthema Kanonissenstifte
- Walpurgishalle
- Obscurum Thale.[22] Museum der Hexerei und der dunklen Mächte.[23]
- DDR-Museum Thale
- Heimatmuseum Westerhausen

### Weitere kulturelle Einrichtungen

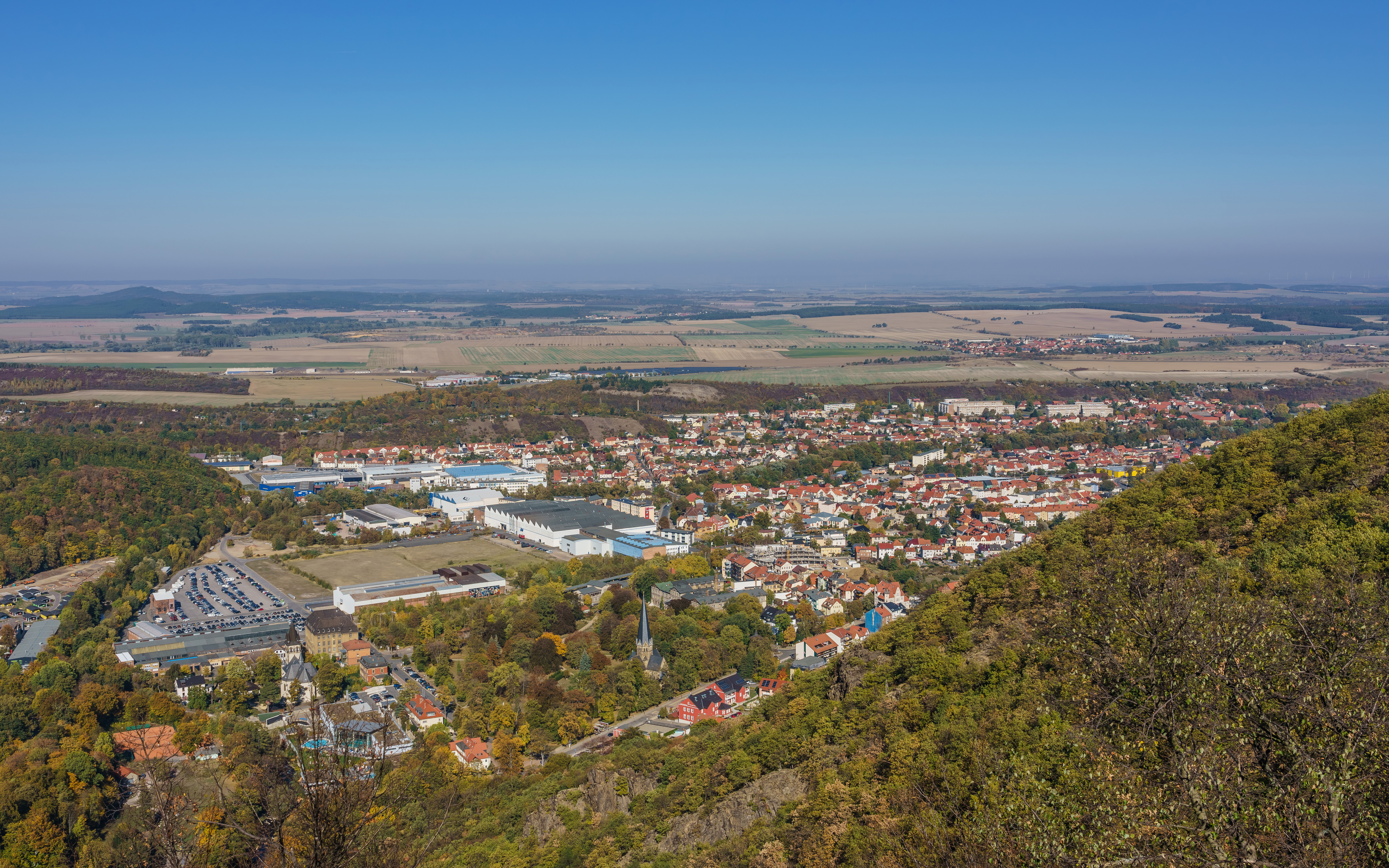
Blick vom Hexentanzplatz auf Thale

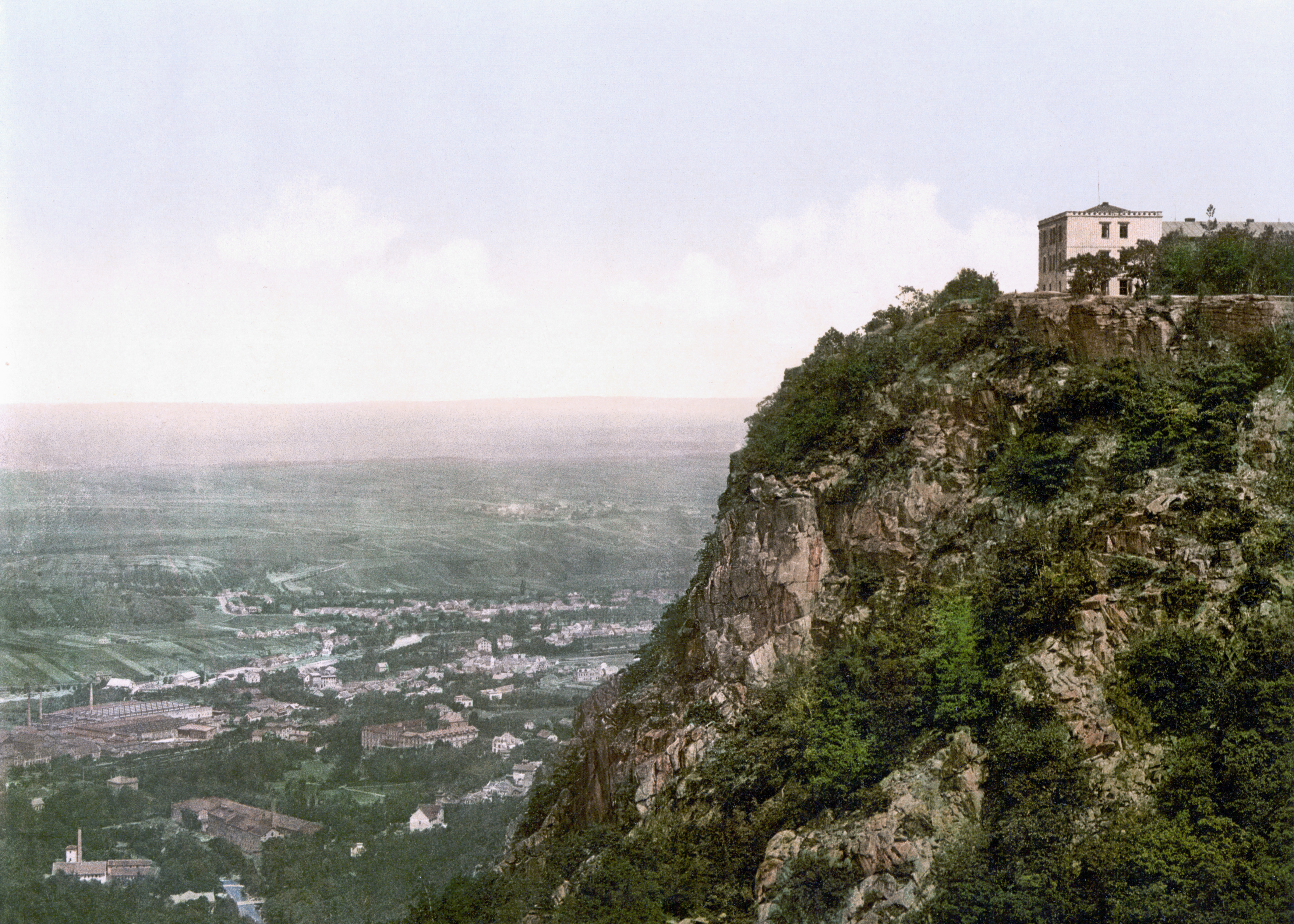
Blick vom Hexentanzplatz auf Thale um 1900

| - Hexentanzplatz - Harzer Bergtheater Thale - Klubhaus Thale - Tierpark Hexentanzplatz - Sommerrodelbahn - Bau-Spiel-Haus | - Funpark - Kino Central-Theater - Homburgswarte - Bodetal Therme Thale - Seilbahnen Thale Erlebniswelt |

### Regelmäßige Veranstaltungen
- Original Walpurgisnacht auf dem Hexentanzplatz
- Straßenfest anlässlich der Walpurgisnacht (jeweils 30. April)
- Tierparkfest (alljährlich im Juli)
- Der Ort ist einer der acht Orte, in denen das seit 2014 als Immaterielles Weltkulturerbe anerkannte Brauchtum des Finkenmanövers im Harz noch gepflegt wird.
- Das Theater Fairytale führt jedes Jahr mehrere Theaterstücke im Bergtheater Thale und im Klubhaus Thale auf.

## Wirtschaft und Infrastruktur

### Industrie
Bedeutende Industrieunternehmen in Thale sind heute die Firma Schunk Sintermetalltechnik, die Firma Thaletec GmbH, ElringKlinger AG, Linamar Valvetrain GmbH sowie die Maschinenfabrik Thale (MFT) und der Hersteller von speziellen Automatisierungsgeräten Mertik Maxitrol, aber auch die Firma Corodur Verschleiß-Schutz GmbH.

### Verkehr
Straßenverkehr

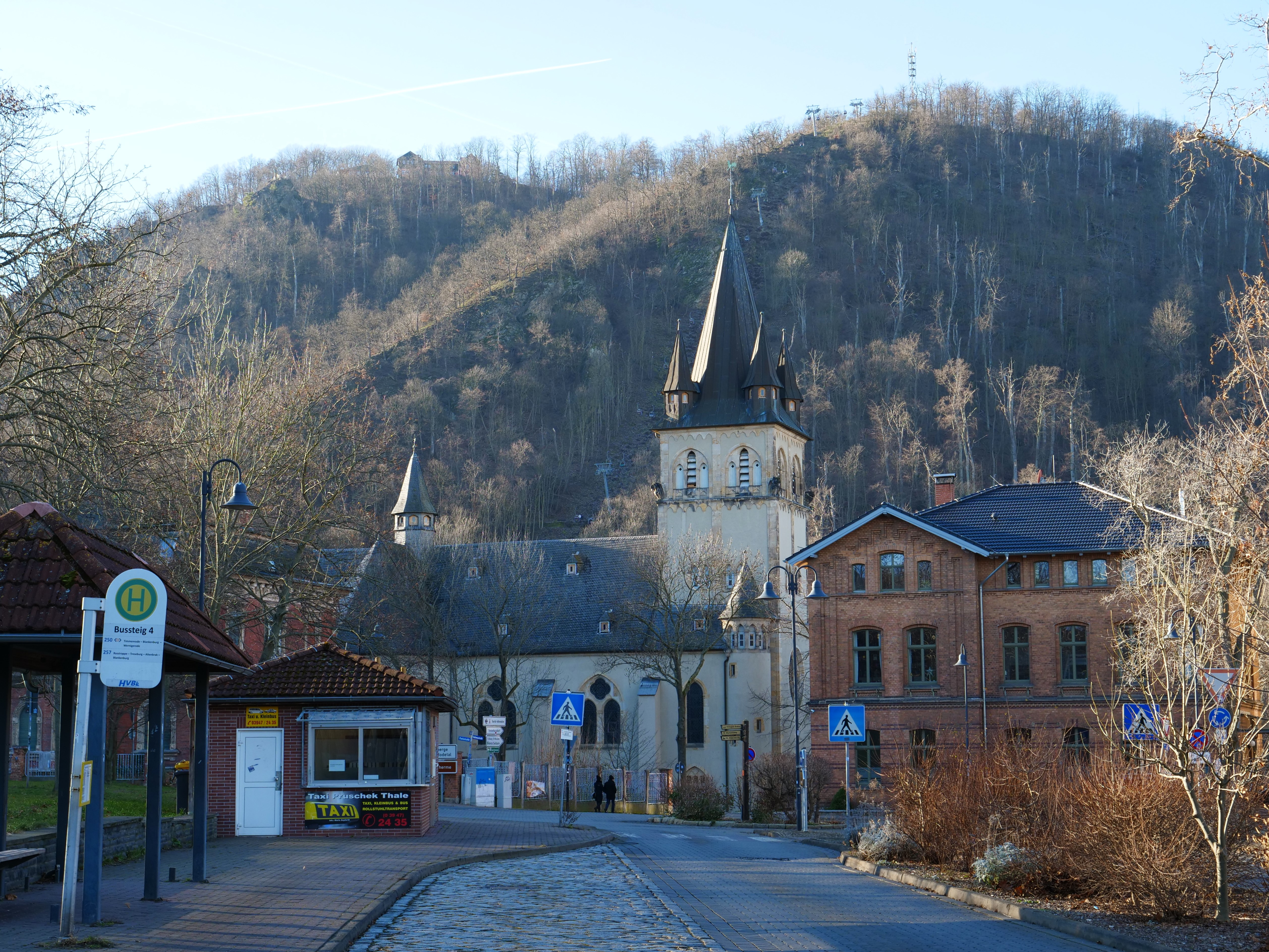
Bushalteplatz in Bahnhofsnähe und Herz-Jesu-Kirche vor Roßtrappe

Thale verfügt direkt über einen Anschluss an die Bundesautobahn 36 (Braunschweig – Bernburg (Saale)). Über diese besteht in Richtung Osten Anbindung an die A 14 und in Richtung Westen an die A 2, A 7 und A 39.
Der regionale und innerstädtische Busverkehr erfolgt durch die Harzer Verkehrsbetriebe.
Schienenverkehr

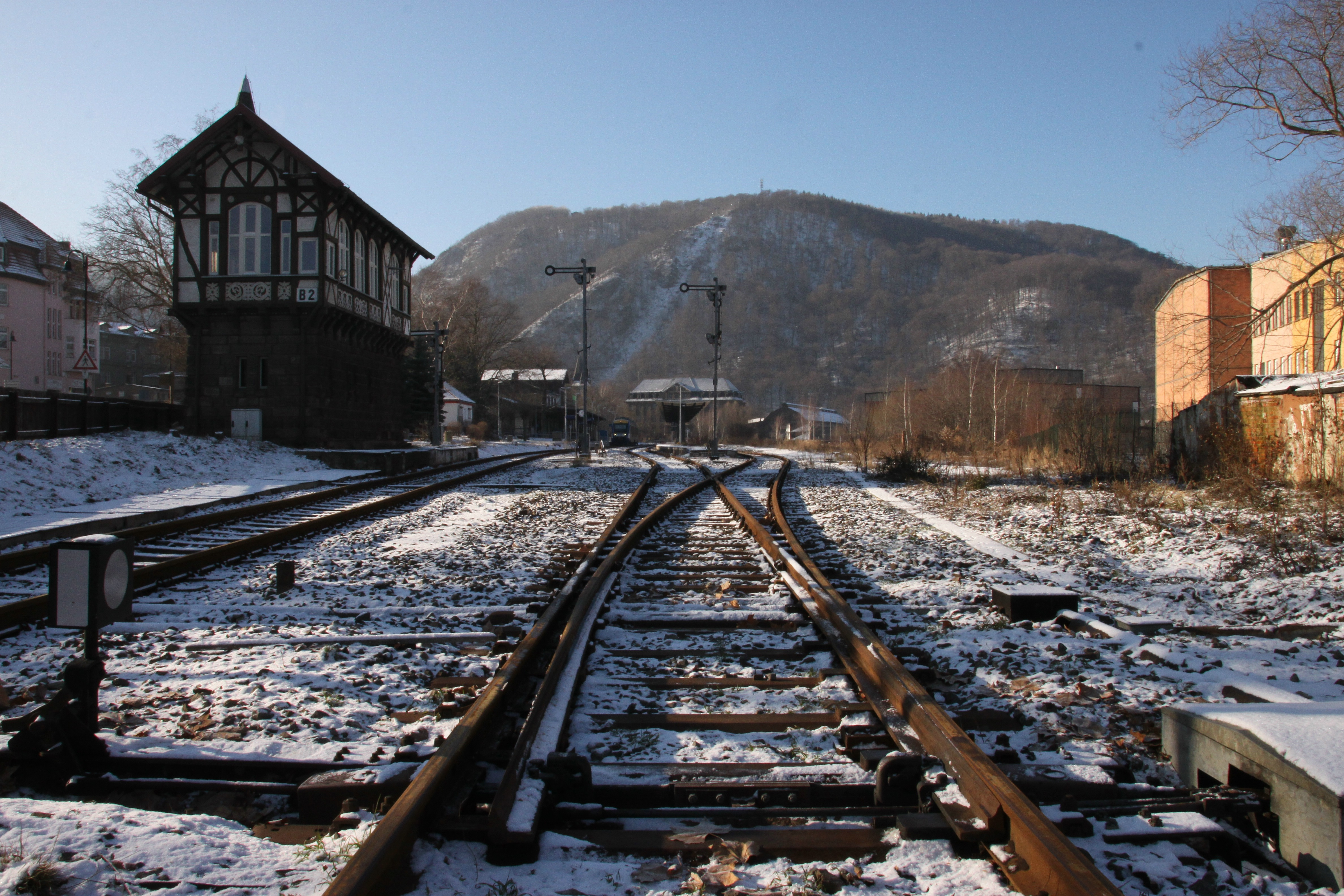
Thale Hbf (2011)

Thale Hauptbahnhof ist Endpunkt der Bahnstrecke Magdeburg–Thale; dort endet sie in einem Kopfbahnhof. Thale besitzt zwei weitere Bahnstationen: Thale Musestieg und Neinstedt.
Die ehemalige Bahnstrecke Blankenburg–Quedlinburg (über Thale Bodetal) (1907–1963 im Personenverkehr) ist heute vollständig rückgebaut. Thale ist mit dem PlusBus 250 erreichbar. Zudem ist Thale ein Verkehrsknoten im Busnetz der Harzer Verkehrsbetriebe.
Radverkehr
Durch den Ort verläuft der Europaradweg R1.
Luftverkehr
- nächster Verkehrslandeplatz: 18 km (Flugplatz Ballenstedt)
- nächster internationaler Flughafen: ca. 100 km (Leipzig/Halle)
- nächster Binnenhafen: ca. 65 km (Hafen Magdeburg)

### Bildung
In Thale gibt es die Sekundarschule Thale/Nord und mehrere Grundschulen: die Grundschule Geschwister Scholl und die Grundschule Auf den Höhen im Kerngebiet sowie je eine weitere im Ortsteil Neinstedt und Westerhausen. An weiteren Schuleinrichtungen existieren die Freie Waldorfschule Harzvorland und die Freie Ganztagsschule Quedlinburg e. V. (in Neinstedt, ein Ortsteil von Thale). Berufliche Ausbildungsstätten sind das Bildungs- und Technologiezentrum (BTZ) und die Deutsche Angestellten-Akademie (DAA).
Als Gründerzentrum für Unternehmen tritt das PulverMetallurgische Kompetenz-Centrum (PMC) in Thale auf.

### Sport
In der Region Thale gibt es einige Sportvereine. Der mitgliederstärkste Verein ist der SV Stahl Thale mit den Abteilungen Fußball, Handball, Tennis, Boxen, Volleyball, Behindertensport, Tanzen, Basketball, Skilanglauf und Faustball. Im Fußball spielte der Verein in den 1950er-Jahren vier Jahre in der erstklassigen DDR-Oberliga und gewann 1950 den FDGB-Pokal. Nach der Wende 1990 konnte Stahl Thale nicht mehr an frühere Erfolge anknüpfen.
Der SV 1890 Westerhausen stieg 2022 für ein Jahr in die überregionale Fußball-Oberliga Nordost auf.

## Persönlichkeiten
Zu den bekannten Persönlichkeiten, die in Thale geboren wurden, zählen unter anderen der Schauspieler Kurt-Otto Fritsch (* 1924) und der Politiker Karsten Knolle (1939–2024).
Der Ort wurde oft als Einstiegstor zum Bodetal besucht, so etwa drei Mal von Johann Wolfgang von Goethe (1749–1832) oder sechs Mal von Theodor Fontane (1819–1898), der den teilweise in Thale spielenden Roman Cécile schrieb. Die Familie des Psychiaters Karl Bonhoeffer (1868–1948), darunter auch der Theologe Dietrich Bonhoeffer (1906–1945), besaß seit 1913 ein Sommerhaus in Friedrichsbrunn, das sie häufig aufsuchte.